# Monoglicerid
Monoglicerid (monoacilglicerol) je glicerid koji sadrži jedan lanac masne kiseline kovalentno vezan za molekul glicerola estarskom vezom.
Monoacilgliceroli se dele u dve grupe: 1-monoacilglicerole i 2-monoacilglicerole, u zavisnosti od pozicije estarske veze na glicerolu.
Monoacilgliceroli se mogu formirati putem hemijskih i bioloških procesa. Oni se biohemijski formiraju putem odvajanja masne kiseline sa diacilglicerola posredstvom diacilglicerolne lipaze. Monoacilgliceroli se razlažu dejstvom monoacilglicerolne lipaze.
Mono- i digliceridi se često dodaju u prehrambene proizvode u malim količinama. Oni deluju kao emulgatori, te pomažu mešanje sastojaka kao što su ulje i voda koji be se inače slabo mešali.